# 쟁반

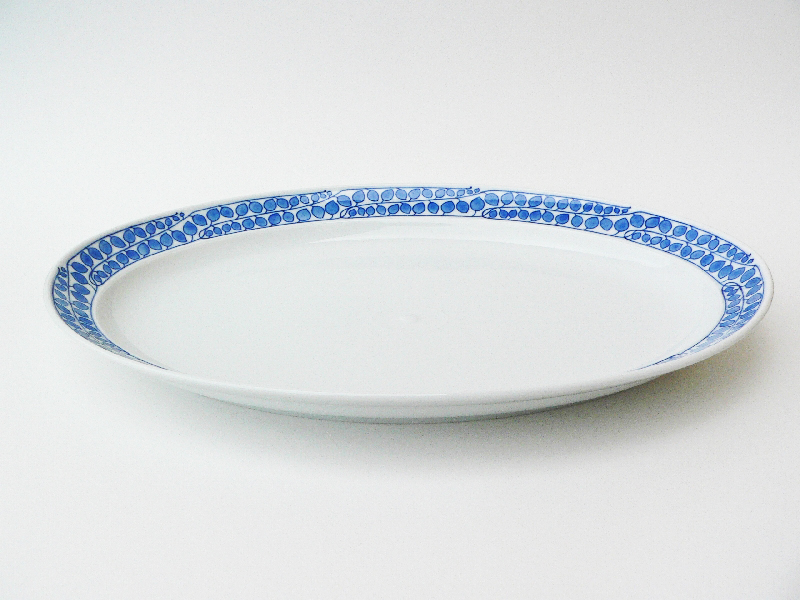
쟁반

쟁반(錚盤)은 운두(그릇이나 둘레·높이)가 얕고 동글납작하거나 네모난, 넓고 큰 그릇이다. 접시보다 크다. 쟁반 요리 등에 쓰인다. 음식을 진열하고 사람들에게 대접하는 트레이이다. 모양은 타원형, 원형, 직사각형 또는 정사각형일 수 있다. 금속, 세라믹, 플라스틱, 유리 또는 목재로 만들 수 있다. 보다 공식적인 자리나 행사에 적합한 평범하고 화려한 쟁반은 은으로 만들거나 도금하며 골동품 예는 매우 귀중한 것으로 간주된다. 특히 값비싸고 의식용 쟁반은 금으로 만들어졌다.
레스토랑 용어에서 플래터는 샐러드나 감자튀김과 같은 하나 이상의 반찬과 함께 플래터에 제공되는 메인 요리를 의미하는 경우가 많다. 주목할만한 플래터에는 콜롬비아 반데자 파이사, 인도 탈리 등이 포함된다.

## 같이 보기
- 쟁반 요리
- 접시
- 트레이
- 뇨타이모리